# Intersexualita
Intersexualita (také intersex) je stav, kdy se člověk narodí s variací pohlavních znaků, která není považována za lékařskou normu typickou pro muže či pro ženu. Existují definice formulující intersex jako situaci, kdy vnitřní nebo vnější pohlavní orgány jsou odlišné od typicky mužských či ženských. Takový jedinec může mít navenek pohlavní orgány jednoho pohlaví, avšak jeho vnitřní orgány mohou být pohlaví opačného. Jedná se tedy o jedince s biologickou kombinací mužských a ženských pohlavních orgánů. Moderní medicína se často setkává s případem, kdy určení genitálií není jednoznačné. Nejde ovšem pouze o variace v podobě vnitřních a vnějších pohlavních orgánů (genitálií), ale řadí se sem i tzv. chromozomální mozaiky. V posledních dvaceti letech mnoho nadnárodních organizací zabývajících se základními a lidskými právy vydalo svá stanoviska a doporučení k situaci intersex lidí, jelikož nejde pouze o problém čistě lékařský, ale má také zásadní právní, psychické a sociální souvislosti a důsledky. V USA a západní Evropě lze od začátku třetího tisíciletí pozorovat vznik skupin a organizací zabývajících se zlepšením života intersex lidí.

## Pojmosloví
Dříve se pro určité podoby intersexuality používal pojem hermafroditismus, který je již celosvětově nepřijímaným a nepoužívaným pojmem. V medicíně a genetice se používá označení DSD (angl. disorder of sex development), tedy porucha pohlavního vývoje dle konference „International Consensus Conference on Intersex, kde bylo dohodnuto dle návrhu Lee et al. (2006) používat termín "porucha(y) vývoje pohlaví" (DSD), který nahradil dříve používané termíny "pseudohermafroditismus", "intersex" a "změna pohlaví".
Jelikož slovo „porucha“ odkazuje k nemoci vyžadující léčbu, což není případ všech podob intersexuality a je to stigmatizující, někteří aktvisté navrhují nahradit slovo porucha (disorder) slovem variace (divergence) nebo odlišnost (difference) při zachování zkratky DSD. Jiní navrhují používat pojem „intersex“. Toto označení je používáno v textech mezinárodních organizací (OSN, Rada Evropy, EU). Autoři českých studií o sociálních a právních aspektech života intersex lidí v Česku z roku 2021 navrhují používání označení lidé s variacemi pohlavních znaků.
Dříve byli intersexuálové označováni pojmem „hermafrodit“. Tento název, jenž se dnes užívá primárně ve zvířecí říši, je vágní a především stigmatizující.[zdroj?] Od poloviny dvacátého století, dle Alice Dregerové, jej nahradil právě pojem intersexuál. Tento posun byl logický, neboť „hermafrodit“ odkazuje na přítomnost obou pohlavních orgánů, zatímco u intersexuálů je celá situace komplikovanější v tom, že „se rodí s fyzickými, hormonálními, genetickými prvky, které nejsou ani zcela ženské ani zcela mužské; jedná se tedy o kombinaci ženy a muže, nemusí však jít ani o ženy, ani o muže.“
Podle vědců[kdo?] (genetiků, lékařů, biologů) je však termín intersex (tj. „mezipohlavnost“) problematický a fakticky nesprávný (resp. skutečně intersexuálních lidí bude asi naprosto mizivé procento, pokud vůbec existují), protože až na naprosté výjimky se všichni lidé hlásí buď k mužskému, nebo ženskému pohlaví (a i ti, kteří se neztotožňují s pohlavím, ve kterém se narodili, volí podle nich v naprosté většině pohlaví opačné, ne „mezipohlavnost“).
Takto je podle lékařů termín intersex pro většinu pacientů mnohem více stigmatizující než z lékařského pohledu nehodnotící termín porucha (tj. DSD). Proto tento pojem nepoužívají.

## Genetika a poruchy vývoje pohlaví (DSD)
Systematika DSD (z angl Disorders of sex development) musí správně odlišovat různé typy těchto poruch a tím i definovat jejich příčiny, dříve je rozeznávat a dříve přistupovat k jejich léčbě. Rozlišuje
- genetické choroby způsobené odlišnými počty chromozomů: Klinefelterův syndrom, Turnerův syndrom, syndrom XYY, syndrom triple X nebo jedince, kteří mají variantu genetické/chromozomální mozaiky těchto syndromů, např. 46,X0/46,XY. Tyto choroby mají příčinu v nondisjunkci (nerozdělení) chromatid či chromozomů v buněčném dělení meióze a v mitóze (to v případě vzniku mozaiky) nebo v chybě v průběhu meiózy nazývané opoždění chromozomu v anafázi. Tyto příčiny / genetické, chromozomální mutace jsou náhodné a riziko jejich vzniku výrazně stoupá s věkem obou rodičů (nad 35 u žen, nad 50 let u mužů).[12] Dále do této skupiny patří porucha s karyotypem 46,XX/46,XY, což je genetická chiméra[13], která vzniká oplozením vajíčka a pólového tělíska dvěma spermiemi při oplození a pak splynutím dvou vytvořených zygot[12].

- Poruchy pohlavní steroidogeneze[14], tedy monogenní genetické poruchy tvorby či funkce pohlavích hormonů. Tato skupina se rozděluje na:
- hermaphroditismus - tedy choroby způsobené přítomností obojí ovariální i testikukární tkáně. Tito jedinci jsou velmi vzácní, mají sice přítomnou tkáň obojho typu, ale vytvářejí zárodečné bunky jen jednoho typu nebo žádné.[14][12][13].

Patří sem 46,XX SRY poz (+) = De La Chapelle syndrom syndrom s karyotypem 46,XX, ale s abnormální lokalizací SRY genu, který spouští mužské pohlaví. Choroba je označována jako X-vázaná v případě, že gen SRY je lokalizován (abnormálně) na X chromozomu. Příčina je v abnormálním crossing-overu při párování homologních chromozomů v průběhu meiózy. 
- Druhý typ pravého herrmafroditismu je taktéž vzácná choroba způsobená mutací či delecí genu SRY. Taktéž je to porucha primárního určení pohlaví. V databázi genetických onemocnění najdeme tuto chorobu jako 46,XY SRY(-) Sex reversal 1. Tyto osoby nemají funkční gen SRY, viz XY kompletní gonadální dysgeneze.[14][12][16][13]

Dále patří do této velké skupiny DSD genetické choroby dříve nazývané pseudohermaphroditismy. Tyto choroby jsou poruchy sekundárního určení pohlaví, pacienti mají přítomné gonadální tkáně jednoho pohlaví, ale obojetný nebo opačný vnější genitál. Sem patří nejčastěji zmiňované
- autozomálně recesivně děděná Kongenitální adrenální hyperplazie (CAH),
- skupina dědičných X-vázaných chorob nazývaných Syndrom rezistence vůči angrogenům, neboli ang. Androgen insensivity syndrom: MAIS, PAIS, CAIS, dříve nazývaná syndrom testikulární feminizace
- vzácná autozomálně recesivně děděná choroba nazývaná Deficience enzymu steroidní 5-α-reduktázy,[17][14][12][13]

Dále mezi DSD patří další vzácnější nadledvinové a/nebo gonádové poruchy biosyntézy pohlavních steroidů spojené s nejednoznačnými genitáliemi u jedinců 46,XX a 46,XY:
1. Kongenitální lipoidní adrenální hyperplázie,[13][18] děděná autozomálně recesivně a způsobené mutací genu STAR[19]
2. Deficience cytochrom P450 oxidoreduktázy[13][18] způsobený mutací genu POR[20]
3. Deficience b5 oxidoreduktázy[13][18] způsobený mutací genu CYB5A[21]
4. Deficience aromatázy[13][18] způsobený mutací genu CYP19A1[22]
5. Smithův–Lemliův–Opitzův syndrom[18] děděný autozomálně recesivně, způsobený mutací genu DHCR7[23]
6. Denys-Drash syndrom[18] děděný autozomálně dominantně, způsobený mutací genu WT1[24]

Mezi DSD patří mnoho dalších vzácných genetických monogenních poruch, které jsou způsobeny mutacemi genů podílejích se na vývoji pohlaví: Fenotyp těchto chorob je gonadální dysgeneze, tedy porušený vyvoj varlete, vaječníků nebo kombinace obojího. Patří sem:
1. 46,XY sex reversal 1 (zmíněno výše), také viz XY kompletní gonadální dysgeneze [25]
2. 46,XY sex reversal 2, děděný X-vázaně a způsobený duplikací genu/lokusu NR0B1/DAX1[26]
3. 46,XY sex reversal 3, děděný autozomálně dominantně a způsobený mutací genu/lokusu NR5A1/SF1,[27] viz XY gonadální dysgeneze
4. 46,XY sex reversal 4, způsobený delecí genetického lokusu 9p24.3,[28] viz XY gonadální dysgeneze
5. 46,XY sex reversal 5, 1 pacient (rok 2023), děděný autozomálně recesivně, způsobený mutací genu/lokusu CBX2,[29] viz XY gonadální dysgeneze
6. 46,XY sex reversal 6, děděný autozomálně dominantně, způsovený mutací genu MAP3K1[30]
7. 46,XY sex reversal 7, děděný autozomálně recesivně, způsovený mutací genu DHH[31] viz XY gonadální dysgeneze
8. 46,XY sex reversal 8, děděný autozomálně recesivně, způsobený mutací lokusu AKR1C2-AKR1C4[32]
9. 46,XY sex reversal 9, děděný autozomálně dominantně, způsobený mutací genu ZFPM2[33]
10. 46,XY sex reversal 10, Kampomelická dysplázie,[34] děděna autozomálně dominantně, způsobena mutací genu SOX9[35] [13]

dále je to skupina DSD:
1. 46,XX sex reversal 1 (zmíněno výše) De La Chapelle syndrom[36]
2. 46,XX sex reversal 2, děděný autozomálně dominantně, způsobený duplikací genu SOX9[37]
3. 46,XX sex reversal 3, děděný X-vázaně dominantně, způsobený delecí a duplikací genu SOX3[38]
4. 46,XX sex reversal 4, děděný autozomálně dominantně, způsobený mutací genu NR5A1/SF1[39]
5. 46,XX sex reversal, SERKAL syndrom, děděný autozomálně recesivně a způsobený mutací genu WNT4[40] [13]

## Historie
Záznamy o intersexuálech pocházejí z konce 19. století, od té doby se objevilo už mnoho klasifikací, ty se však neustále s postupující dobou mění. V dřívějších letech bylo obvyklé, že doktoři pacientu intersexuálovi po provedení operace zatajili jeho pravou intersexuální identitu z důvodu, že ho nechtěli vystavovat přílišnému stresu. Tento jev je patrný i dnes, kdy existuje skupina doktorů, kteří podporují myšlenku utajení intersexuality před pacientem. Při narození dítěte jsou lékaři oprávněni posoudit jaké pohlaví je pro novorozeně nejvhodnější. V potaz berou jak typ pohlavních žláz, tak i vzhled vnějších pohlavních orgánů. Častěji se lze setkat s operací zkrácení klitorisu a umělému vytvoření vagíny, jelikož pro lékaře je to jednodušší než vytvořit funkční penis. Tyto operace však často nejsou pouze jednorázovou záležitostí, ale je jich potřeba víc. Někteří lékaři stále zastávají názor, že operace by se měla uskutečnit co nejdříve po narození, aby byl jedinec „normální“. Tento postup je ale dle ostatních neadekvátní. Pohlavní identita člověka se neprojevuje od narození. Proto může po zákroku, kdy chirurgové vytvoří orgán, který nepřísluší skutečnému pohlaví, docházet u jedince k depresi, úzkosti a dokonce k sebevražedným tendencím. Přesto je v ojedinělých případech, pokud je ohrožen život dítěte, operace potřebná, ta však nijak nezahrnuje úpravu především pohlavních orgánů. Od roku 2005 by se lékařská praxe měla řídit postupy definovanými na mezinárodní pediatrické konferenci v Chicagu, tzv. Chicagským konsenzem.

## Společnost a intersexualita
Intersex se od druhé dekády 21. století přidává do zkratky zastupující tzv. sexuální menšiny – LGBTQIA, a to i přes to, že podobně jako u trans* (transsexualita) nebo queer lidí nejde o sexuální preferenci (a sexuální chování), ale primárně o nesoulad biologického pohlaví s normami a představami o tom, jaký by měl být správný muž a správná žena (tedy s genderem), resp. v případě intersex lidí především s představami jak by mělo správně vypadat tělo muže a ženy. Důvodem zahrnutí je podobné vystavení intersex jedinců diskiminaci v různých oblastech života.
Častým problémem je odsouzení interesex jedince na základě neznalosti daného tématu, tedy stigmatizace a diskriminace. Dále je to tlak na (administrativní) přidělení pohlaví, což vychází především z toho, že se jedinec potřebuje socializovat a začlenit se do společnosti, která je silně genderově polarizovaná (buď muž nebo žena). Příkladem může být nutnost vyplněného pohlaví na rodném listu, na formulářích či přidělení genderovaného jména dítěte. V mnoha případech ale dochází k tomu, že se osoba s intersexuální identitou v dospělosti necítí ani ženou, ani mužem. V těchto případech je možné hovořit o „třetím pohlaví“, případně o pohlaví neurčeném. Mnoho studií si všímá nevhodného zacházení nebo neznalosti lékařů a lékařek, neustálenosti lékařské praxe často necitlivé vůči přáním a potřebám intersex lidí obzvláště pokud jsou v dětském věku, ale také problematické pozice rodičů při rozhodování, nebo absence podpůrných skupin a veřejných vzorů.
Sociálním fenoménem je vznik sociálního hnutí za práva a zlepšení situace intersex osob. Vznikají různé národní (např. v Austrálii, Nizozemí, USA a dalších zemích) a mezinárodní organizace jako je např. OII, nebo severoamerická (od roku 2008 neaktivní) ISNA.
Svá doporučení k právním a sociálním otázkám vydaly také nadnárodní organizace zabývající se základními a lidskými právy jako Rada Evropy, OSN, nebo Evropská unie (mj. ve své LGBTIQ strategii). Doporučení směřují do oblastí práv na sebeurčení, informovaný souhlas, tělesnou integritu, ochranu dětí atd. směřující především k zamezení nepotřebných a nevratných lékařských zákroků, zamezení diskriminace a stigmatizace nebo na volbu vlastní identity.

## Psychologický dopad
Zákrok upravující vzhled a funkci pohlavních orgánů je stále tématem diskuzí. S novým tisíciletím přišel i nový pohled na odlišnosti jednotlivých osob a jedinci postiženi tímto jevem začali o intersexualitě a operacích otevřeně hovořit. Protože k běžné praxi v dřívějších letech patřilo neinformovat dítě o jeho odlišnosti a místo toho rychle udělat zákrok, velké množství intersexuálů uvedlo, že v nich toto zacházení zanechalo trauma, které jim brání v normálním životě. Popisují pocity úzkosti, strachu, vzteku a ponížení. Morgan Holmes, socioložka a intersexuálka, vzpomíná na to, že s ní bylo zacházeno jako s majetkem rodičů. Souhlas otce stačil k tomu, aby byla provedena operace, která z ní měla udělat „normálního“ jedince. Místo toho ale až do dospělosti cítila odpor ke svému upravenému tělu. Další jedinci udávají, že jejich tělesná odlišnost, která nebyla operativně upravena, způsobuje stejné pocity. Tvrdí, že jejich intersexualita nezpůsobovala depresi pouze jim, ale i jejich rodině, která se styděla za svého potomka.
Je tedy těžké určit, zda je zákrok vhodné provést v útlém věku nebo až později, kdy je dítě připraveno rozhodnout se samo. Pomoci by ale mohlo oficiální uznávání třetího pohlaví, kdy by se osoba nemusela cítit pod tlakem vybrat si jedno nebo druhé pohlaví. K zemím uznávajícím třetí pohlaví patří například Indie, Austrálie nebo Německo.
V některých zemích si 26. října připomínají Den intersexuality, v jiných 8. listopadu Den solidarity s intersexuálními osobami, kde se připomíná život intersexuální osoby z 19. století (Herculine Barbin) a problémy, kterým intersexuální osoby čelí. 

## Intersex lidé v Česku
Tématu intersexuality se v Česku dosud příliš pozornosti nevěnovalo. Jedním z prvních odborných textů je od sociologa Martina Fafejty z roku 2009 a dále od právničky a politoložky Andrey Baršové z roku 2014. Právní a sociologická studie komplexněji mapující situaci v Česku byly vytvořeny v rámci projektu aplikovaného výzkumu na Univerzitě Palackého v Olomouci mezi lety 2020 a 2021. V rámci tohoto projektu vzniklo i doporučení Veřejného ochránce práv směřující vůči ministerstvu zdravotnictví, práce a sociálních věcí a vůči lékařské odborné společnosti. Tematizuje informovaný souhlas u zákroků prováděných u dětí, přístup k informacím intersex lidem a jejich rodinám, vzdělávání odborníků a všeobecnou osvětu o intersex problematice a potřebu sběru dat a mapování stávající praxe. Dále vznikl informační web obsahující slovníček základních pojmů, představení vztahu pohlaví a identity, nebo vztahu zdraví a podpory pro intersex lidi. Součástí webu jsou také doporučení pro intersex lidi samotné, pro jejich rodiče a blízké, pro lékaře a lékařky a pro státní a jiné instituce. Vedle tohoto informačního webu je možné v češtině také nalézt (vedle lékařských textů) i informace a rozcestník na webu organizace Trans*parent Praha. K dispozici je také překlad příručky organizace IGLYO a OII Podpořte své intersex dítě.

## Intersexualita v antice
V starověkém Řecku a Římě bylo narození intersexuálních jedinců, zpravidla popisovaných slovy jako hermafrodit nebo androgyn, chápáno jako zlé znamení, podobně jako v případě dětí narozených s tělesným postižením, ale také vícerčat, nebo obecně v případě jakýchkoliv neobvyklých jevů.
Ačkoliv Řekové zpravidla považovali narození hermafroditů za zlou předzvěst tak hippokratovští lékaři nebo filosofové jako Aristotelés měli skeptičtější pohled. V některých případech, jako u Platóna byli androgyni dokonce dokonalejší, původní formou, člověka a u mytického Teirésia, který strávil sedm let jako žena, nebo v případě „nemužných“ skytských Enarů, bylo překračování hranic pohlaví spojováno s věšteckým nadáním. S androgynitou byl spojován také dvojpohlavní bůh Hermafrodítos, a někdy také Kybelé, Afrodité a Erós. Hermafroditní měl být také libyjský kmen Machlyů.
Mezi běžnými lidmi ale neexistoval žádný zvláštní postup jak se s narozením intersexuálů vypořádat, stejně jako v případě různých postižení. Někdy tak byli necháváni žít a vyrůst, jindy byli zabiti, ale nejčastěji odkládáni na určitém místě. Někdy bylo ale také narození „anomálního“ jedince pokládáno za dobré znamení. Prameny hovoří o několika případech, kdy byla intersexualita odhalena až dlouho po narození, především u právě vdaných pubertálních dívek, kterým se objevil penis. Například podle Diodóra Sicilského v polovině 2. století př. n. l. Héraidě z městečka Abai rok po svatbě „vyrazil z břicha nádor, z něhož se posléze sám provalil penis s varlaty.“ Hérais následně odmítla mít sex se svým manželem a u soudu prokázala, že je mužem, začala se oblékat jako muž, přijala jméno Diofantés a vstoupila do armády. V takových případech mohlo jít o hypospadii. Zmínky Flegóna o tom, jak alexandrijský katamita porodil dítě nebo o otroku římského vojáka, kterému se podařilo totéž nejspíše referují o hermafroditních ženách, které vypadaly jako muži. Taktéž anatomicky věrná zpodobnění dospělých hermafroditů svědčí o tom, že Řekům byla známa intersexualita.
V latině se kromě z řečtiny převzatých výrazů užívalo mimo jiné také slov semimas „polomuž“ nebo ambiguo sexo „člověk neurčitého pohlaví“. Ve starších dobách bylo narození hermafroditů chápáno jako zlé znamení přivolávající neštěstí a boží hněv na celou společnost. Podle Romulova nařízení a Zákona dvanácti desek měli být usmrceni stejně jako děti „slabé a nenormální“ nebo „zmrzačené a zrůdné“. Tělo novorozeněte bylo rituálně páleno, topeno či jinak ničeno tak, aby neposkvrnilo území obce svou krví či mrtvolou, a následovali modlitby, oběti a očistné obřady. V pramenech jsou často zmiňováni etruští věštci jako zastánci tvrdého postupu vůči hermafroditům, což vedlo některé badatele, jako Bruce MacBain k tomu, že římská hrůza z intersexuality vznikla pod etruským vlivem. Zmínky o jedincích, u kterých se jejich intersexualita odhalila až během dospívání či později, ale mohou naznačovat, že tento fenomén nebyl vnímán tak závažně, jak líčí písemné prameny.
V 1. století hrůza v ominalitu narození hermafroditů výrazně opadla, především mezi elitami. Přestali být záležitostí státu, pro ten ani úředně, ani neexistovali, a rozhodování o jejich osudu bylo záležitostí otce rodiny. V některých případech byly intersexuálové právně uznáni za muže a ženu podle toho, jaké převládali pohlavní znaky. Augustin z Hippa, křesťanský teolog ve svém díle O Boží obci z počátku 5. století zmiňuje, že jsou hermafroditi vzácní a je zvykem jim dávat mužská jména, protože ta jsou „hodnotnější“.